# Värnplikt

Värnplikt i världen
Inget eget försvar
Ingen värnplikt
Värnplikt enligt lag, men mindre än 20% per åldersgrupp inkallas
Värnplikt under avveckling inom tre år
Värnplikt
Ingen information

Värnplikt eller militärtjänst är en skyldighet att tjänstgöra i ett lands krigsmakt. Den är oftast begränsad till män av en viss ålder som är medborgare i landet, men kan även omfatta personer med exempelvis uppehållstillstånd, och i ett fåtal länder kvinnor. Kännetecknande för värnplikt är att soldater rekryteras obligatoriskt med hot om böter, fängelsestraff eller avrättning, istället för på frivillig väg.
Värnplikt brukar i fredstid bestå av mönstring, grundutbildning och repetitionsutbildning. Den kan leda till inkallelse vid mobilisering. Värnplikt har traditionellt omfattat män, men värnplikt för båda kön finns i bland annat Sverige och  Israel.

## Historia
I forntidens äldsta samhällen såväl som hos medeltidens vandrande folkslag var hären och folket liktydiga begrepp. Varje vapenför man var krigare. Då gällde således allmän värnplikt. I den mån statsorganismerna stadgades, ordnades krigstjänstskyldigheten. I Greklands stadsstater och i Romerska riket grundade den sig på alla fria mäns rättighet att försvara sitt land, det vill säga på allmän värnplikt, dock i vanliga fall utsträckt endast till den fria befolkningen. Under medeltiden utträngde visserligen feodalväsendets vasallhärar och sedermera kungarnas värvade trupper de på den allmänna värnpliktens grund bildade folkbeväpningen eller bondehärarna; men i nödens stund måste man dock tillgripa dem, och under 1500- till 1700-talen, då alla stater underhöll värvade härar, fylldes luckorna i dessa med uppbådat eller tvångsvärvat folk, när någon annan utväg inte fanns. Därvid slapp dock de högre samhällsklasserna undan liksom vissa landsdelar och städer.
Det var franska revolutionen, som åter väckte den allmänna värnplikten till liv. Först vädjade man till frivilligheten (1791). Men då denna utväg inte räckte till tillgreps även tvångsrekrytering (1792), och slutligen genomfördes 1793 massuppbåd, varefter genom 1798 års konskriptionslag alla män mellan 20 och 25 års ålder förklarades skyldiga till krigstjänst. Medelst denna allmänna värnplikt (tillsammans med värvning) fyllde Napoleon I sina härar, och då de inkallade soldaterna tämligen godtyckligt hölls kvar i tjänst, betydde bestämmelsen om tjänstetidens begränsning inte mycket. För att kunna motstå de franska härarna nödgades övriga stater så småningom byta ut värvningen mot allmän värnplikt, vilket fullständigt skedde vid Preussens resning 1813 (se Lantvärn). Den nya anordningen sattes fullständigt i system genom de preussiska rekryterings- och lantvärnslagarna 1814 och 1815, som införde allmän värnplikt utan rätt att "sätta man i sitt ställe". Därvid kunde dock ej på långt när alla värnpliktiga inkallas till verklig tjänstgöring, oaktat tjänstgöringstiden nedsattes ända till två år. I alla övriga stater på Europas fastland byggdes härordningen efter 1815 också på allmän värnplikt (med rätt till friköpning eller att sätta man i stället), varvid dock i allmänhet endast ett mindre antal manskap inkallades i tjänstgöring och där kvarhölls längre tid eller ock en del manskap ersattes med sådana, som gjorde tjänst in i andras ställe eller mot betalning kvarstannade. Genom dylika åtgärder kom man småningom ifrån värnpliktens grundsats om allas lika skyldighet mot staten och från fördelen att äga en talrik, ungdomsfrisk och kraftfull armé.
Sedan Preussen genom utvecklingen av sitt härväsen (1859–1866) fullständigare än förut kunde tillgodogöra sig den allmänna värnpliktens stora tillgång på manskap, förmådde dess framgångar i krigen 1866 och 1870–1871 alla andra större stater (utom Storbritannien) att övergå till det preussiska systemet.
Genom att inskränka undantag och befrielser från krigstjänst till det minsta möjliga, genom att inskränka tjänstgöringstiden till 2–3 år och öka fredsstyrkan så mycket, att allt eller nästan allt tjänstdugligt manskap kan övas, och genom att ytterligare utsträcka hela tjänstetiden lyckades man driva upp härarna till väldig styrka. Till början av 1900-talet hade man i ordets verkliga bemärkelse skapat "folk i vapen". De värnpliktigas hela tjänstetid utgjorde 1913 i Tyskland 25 år, i Frankrike 28 år, i Italien 19–22, i Österrike-Ungern 22, i Ryssland 23, i Belgien 13, i Rumänien 25, i Danmark 16 och i Schweiz med sitt milissystem 29 år, oberäknat i några stater någon tids landstormsskyldighet före den vanliga tjänstskyldighetens inträde, i Norge 20 år förutom landstormsskyldighet från 18 till 55 års ålder.

## Värnplikt i Europa
I Europa är tendensen att värnplikten avskaffas i allt fler länder. Sedan det kalla krigets slut har de värnpliktiga massarméerna avskaffats i allt fler länder och ersatts av betydligt mindre och högteknologiska yrkesarméer.
Som första europeiska land avskaffade Storbritannien 1963 värnplikten. Inom det sista dryga decenniet har Belgien, Frankrike, Luxemburg, Nederländerna, Spanien, Italien, Ungern, Slovakien, Portugal, Tjeckien, Lettland, Rumänien, Malta och Slovenien övergått från värnpliktsarméer till yrkesarméer. Bulgarien och Polen avskaffade värnplikten 2008 respektive 2012. I de länder som har kvar värnplikten har andelen värnpliktiga som verkligen inkallas till militär tjänstgöring blivit allt färre efter det kalla krigets slut och i de flesta europeiska länder är värnplikten inte längre allmän, utan kan definieras som utskrivning på den allmänna värnpliktens grund. Undantag finns emellertid. I exempelvis Finland, Grekland och Österrike tas fortfarande en stor majoritet av alla män ut till värnplikt.
Ett allvarligt problem med både de nya yrkesarméerna och de nygamla utskrivna arméerna är att soldaterna i allt högre utsträckning rekryteras från de lägsta socialgrupperna, medan framförallt den bildade medelklassen ställer sig alltmer främmande till att delta i landets försvar. Det blir därmed paradoxalt nog allt svårare att rekrytera de utbildade ungdomar som behövs för ett modernt högteknologiskt försvar.

### Albanien
Albanien har allmän värnplikt för män. Men i slutet av år 2010 i avskaffades den allmänna värnplikten för män i Albanien och styrkorna kommer allt mer att satsa på att skapa ett helprofessionellt försvar. Grundutbildningens längd är 6 månader för dem med akademisk examen, 12 månader för övriga.

### Andorra
Andorra har ingen armé. Frankrike och Spanien svarar gemensamt för Andorras försvar.

### Belgien
Belgien har sedan 1995 en yrkesarmé.

### Bosnien och Hercegovina
Bosnien och Hercegovina har sedan 2006 en yrkesarmé.

### Bulgarien
Bulgarien har sedan 2008 en yrkesarmé.

### Cypern
Cypern har allmän värnplikt för grekisk-ortodoxa män med en cypriotisk fader. Män tillhörande andra av staten erkända kristna samfund, som katoliker, armenier och maroniter, kan frivilligt göra militärtjänst. Turk-cyprioter inkallas inte.
Tjänstgöringstiden är 14 månader.

### Danmark
Danmark har värnplikt för män. Den är dock inte allmän, utan den danska värnpliktslagen föreskriver ett lottningssystem. I praktiken inkallas ungefär 30 procent av de värnpliktiga till grundutbildning. 2/3 av dessa är frivilliga. Grundutbildningens längd är 4–14 månader. De flesta värnpliktiga tjänstgör 9 månader. Den danska försvarsmakten har i fredstid en personalstyrka om cirka 28 000 personer, varav 6 000 värnpliktiga (år 2005). Värnpliktiga tjänstgör också i den statliga räddningstjänsten. Se Brandförsvar. Grönländska och färöiska män är inte värnpliktiga.

### Estland
Estland har allmän värnplikt för män. I praktiken inkallas ungefär 30 procent av de värnpliktiga till grundutbildning. Grundutbildningens längd är 8 eller 11 månader. Den som genomfört grundutbildningen kan inkallas till repetitionsutbildning vart femte år. Den estniska försvarsmakten har i fredstid en personalstyrka om cirka 4 000 personer, varav 1 500 värnpliktiga (år 2005).

### Finland
Finland har allmän värnplikt för män. I praktiken inkallas ungefär 80 procent av de värnpliktiga till grundutbildning vilket är det största antalet värnpliktiga i Europa. Grundutbildningens längd är 165, 255 eller 347 dagar (fr.o.m 1 mars 2013). Repetitionsutbildningens längd är enligt lag 40, 75 eller 100 dagar, i praktiken betydligt kortare. Den finländska försvarsmakten har i fredstid en personalstyrka om cirka 25 000 personer, varav 14 600 värnpliktiga och 130 frivilliga kvinnor (år 2007).
Personer med åländsk hembygdsrätt är befriade från värnplikt, vilket hänger samman med Ålands status som demilitariserat område. Jehovas Vittnen var mellan 1985 och 1 april 2019 befriade från värnpliktstjänstgöring i fredstid.

### Frankrike
Frankrike har sedan 2001 en yrkesarmé.

### Grekland
Grekland har allmän värnplikt för män. I praktiken inkallas ungefär 75 procent av de värnpliktiga till grundutbildning. Grundutbildningens längd är 12 eller 17 månader. Vissa kategorier värnpliktiga, som söner från stora familjer och män med två eller flera barn, har kortare grundutbildning. Den grekiska försvarsmakten har i fredstid en personalstyrka om cirka 160 000 personer, varav 120 000 värnpliktiga (år 2005).

### Irland
Irland har en yrkesarmé. Irland har aldrig haft värnplikt.

### Island
Island har ingen försvarsmakt. NATO svarar för Islands försvar. Island har dock deltagit med fredsbevarande militär personal i Bosnien och Afghanistan.

### Italien
Italien har sedan 2005 en yrkesarmé.

### Kroatien
Kroatien har idag en yrkesarmé. Den kroatiska försvarsmakten har i fredstid en personalstyrka om cirka 60 000 personer, varav 20 000 utgjordes av värnpliktiga (år 2005).

### Lettland
Lettland har sedan 2007 en yrkesarmé.

### Liechtenstein
Liechtenstein har sedan 1867 ingen armé.

### Litauen
Litauen har allmän värnplikt för män. I praktiken inkallas ungefär 10 procent av de värnpliktiga till grundutbildning. Grundutbildningens längd är 6 månader för dem med akademisk examen, 12 månader för övriga. Den litauiska försvarsmakten har i fredstid en personalstyrka om cirka 12 000 personer, varav 3 500 värnpliktiga (år 2005).

### Luxemburg
Luxemburg har sedan 1967 en yrkesarmé.

### Malta
Malta har en yrkesarmé. Malta har aldrig haft värnplikt.

### Moldavien
Moldavien har allmän värnplikt för män. I praktiken inkallas ungefär 15 procent av de värnpliktiga till grundutbildning. Grundutbildningens längd är 3 månader för den som avlagt akademisk examen, 12 månader för övriga. Den moldaviska försvarsmakten har i fredstid en personalstyrka om cirka 7 000 personer, varav minst 5 000 värnpliktiga (år 2005).

### Montenegro
Montenegro har efter sin självständighetsförklaring avskaffat värnplikten 2006 och infört en yrkesarmé.

### Monaco
Monaco har ingen armé. Frankrike svarar för Monacos försvar.

### Nederländerna
Nederländerna har sedan 1996 en yrkesarmé. Värnplikten är visserligen inte avskaffad, utan har skjutits upp, vilket i praktiken betyder att ingen behöver mönstra, men att alla män och kvinnor från 17 år till 45 år är värnpliktiga och därför ska göra militärtjänst om läget kräver det.

### Nordmakedonien
Nordmakedonien har en yrkesarmé sedan år 2008.

### Norge
Norge har allmän värnplikt sedan 12 apr 1907, då Kongeriket Norges Grunnlov § 119 antogs. I praktiken inkallas ungefär 15 procent av de värnpliktiga till grundutbildning. Grundutbildningens längd är 6-12 månader. De som uttagits för tjänstgöring i hemvärnet gör 6 månader, men skall också göra två veckors repetitionsövningar per år till 44 års ålder. Den norska försvarsmakten har i fredstid en personalstyrka om cirka 15 000 personer samt 7 500 värnpliktiga (år 2019). 2013 infördes kvinnlig värnplikt i Norge. Den började gälla från 2015.

### Polen
Polen har allmän värnplikt för män. I praktiken inkallas ungefär 20 procent av de värnpliktiga till grundutbildning. Grundutbildningens längd är 3 månader för dem med akademisk examen, 9 månader för övriga. Den polska försvarsmakten har i fredstid en personalstyrka om cirka 85 000 personer, varav 38 000 värnpliktiga (år 2005).
Polen skall övergå till en yrkesarmé år 2012.

### Portugal
Portugal har sedan 2004 en yrkesarmé.

### Rumänien
Rumänien har sedan 23 november 2006 en yrkesarmé.

### Ryssland
Ryssland har allmän värnplikt för män. I praktiken inkallas ungefär 11 procent av de värnpliktiga till grundutbildning. Grundutbildningens längd är 12 månader för studenter och 24 månader för övriga. Deserteringar är mycket vanligt förekommande på grund av misshandel, utpressning och undernäring. Den ryska försvarsmakten har i fredstid en personalstyrka om cirka 1 200 000 personer, varav hälften värnpliktiga (år 2005). En övergång till en yrkesarmé är under utredning, men försvarsbudgetens struktur och försvarsmaktens nuvarande organisation försvårar denna övergång.

### San Marino
San Marino har ingen värnplikt.

### Serbien
Serbiens värnplikt upphörde år 2010. Systemet fungerar som så att rekryterna anmäler sig frivilligt. Grundutbildningens längd är 9 månader. 

### Schweiz
Schweiz har allmän värnplikt för män. Närmare 95 procent av de värnpliktiga inkallas till grundutbildning, men på grund av frikallelser är det under senare år endast ungefär en tredjedel av alla inkallade som fullgör sin grundutbildning. Den som frikallas från värnplikten betalar 3 % av den skattepliktiga inkomsten i värnpliktsskatt per år. Grundutbildningens längd är 21 veckor. Den årliga repetitionsutbildningens längd är sammanlagt 102 eller 119 dagar, som skall göras före 34 års ålder. Den schweiziska försvarsmakten är en milisarmé där nästan all personal, chefer, stabspersonal, instruktörer och tekniska specialister är värnpliktiga.

### Slovakien
Slovakien har sedan 2006 en yrkesarmé.

### Slovenien
Slovenien har sedan 2004 en yrkesarmé.

### Spanien
Spanien har sedan 2002 en yrkesarmé.

### Storbritannien
Storbritannien har en yrkesarmé. Storbritannien har haft värnplikt 1916–1919 och 1939–1960. Se: Storbritanniens försvarsmakt

### Sverige
Sverige har sedan 1901 allmän värnplikt. Efter en jämn omröstning (153-150) i Sveriges riksdag den 16 juni 2009 beslöts det att, från och med 1 juli 2010, värnplikten och repetitionsutbildningarna skulle vara vilande i fredstid. Samtidigt ändrades lagen så att den blev könsneutral. Vilandeförklaringen medförde att regeringen hade möjlighet att på eget bevåg återuppväcka hela eller delar av plikten. Istället kunde man genomföra en frivillig grundläggande militär utbildning. Även om värnplikten var vilande var alla 18-åringar, män som kvinnor, skyldiga att lämna information till Rekryteringsmyndigheten genom ett frågeformulär. Det så kallade beredskapsunderlaget skulle användas som underlag om Sveriges regering beslutade att återuppväcka plikten. Lät man bli att genomföra formuläret var man tvungen att betala ett vite. Enligt regeringsbeslut i december 2014 återuppväcktes skyldigheten att genomföra repetitionsutbildning.
Den 2 mars 2017 fattades ett regeringsbeslut om att återuppväcka även plikten att genomföra mönstring och militär grundutbildning. Därmed var värnplikten i sin helhet återtagen och i kraft av 2010 års lagändring med samma pliktkrav för både kvinnor och män. Svenska medborgare födda 1999 blir de första att kallas in för mönstring. Den nya plikten använder sig fortsatt av det obligatoriska beredskapsunderlaget. Utifrån beredskapsunderlaget kallas omkring 13 000 personer till mönstring. Därifrån kallas sedan personer till militär grundutbildning. Antalet som kallas till värnplikt bestäms utifrån hur många, som anmäler sig på frivillig basis. Minst 4 000 varje år ska genomföra värnplikt och försvarsmakten uppskattar att cirka 2 000 individer kommer från den grupp, som kallats till mönstring. Samtliga som undergår militär grundutbildning, oavsett om de mönstrat eller inte kommer under utbildningen att omfattas av värnplikt. Värnplikten genomförs enligt det nya system för grundutbildning som infördes 2016 och kommer därmed att pågå i 9-11 månader.
Den svenska försvarsmakten har i fredstid en personalstyrka på omkring 20 000 personer, med ytterligare deltidstjänstgörande personal, inklusive Hemvärnet uppgår siffran till cirka 57 000 i personalstyrkan (2023). 
Från mitten av 2000-talet kunde den svenska värnplikten i princip anses vara frivillig, eftersom nästan alla inryckande personer då hade ansökt på frivilliga grunder. Alla svenska män blev dock fortfarande tillfrågade om de var intresserade av att göra värnplikt. Svaret var dock inte avgörande. Det år en svensk man fyllde 18 fick han ett brev med en inloggningskod och en personlig underskriftskod. Den första koden var till för att logga in på Pliktverkets hemsida och där besvara ett frågeformulär. Frågorna handlade bland annat om viljan att genomföra värnplikten, om familj, vänner, skola, träning och medicinska frågor. Efter det att alla frågor besvarats, undertecknades formuläret med den personliga underskriftskoden.
Om mannen bedömdes som lämplig för tjänstgöring, kallades han via brev till mönstring på ett av Pliktverkets regionkontor. Kvinnor som hade ansökt om det, kallades till antagningsprövning, vilken gick till på samma sätt som mönstring.
Under mönstringen/antagningsprövningen genomfördes vidare tester i form av konditionstest, styrketest, inskrivningsprov och en allmän medicinsk undersökning där bland annat rörelsemekaniken, lungor och hjärta (EKG) kontrollerades, följt av samtal med psykolog och läkare. Slutligen fick aspiranten träffa en inskrivningsförrättare, som hjälpte honom att hitta tre passande tjänster och som fanns inom ramen för hans mönstrings-/antagningsprövningsresultat. Aspirantens ansökan skickades sedan till förbanden som med hjälp av resultaten från mönstringen/antagningsprövningen avgjorde om aspiranten blev antagen.

### Tjeckien
Tjeckien har sedan 2005 en yrkesarmé.

### Tyskland
Tyskland har sedan 1 juli 2011 avskaffat den allmänna värnplikten. Man kan istället göra en frivillig militärtjänstgöring som varar mellan 12 och 23 månader, varav 6 månader är provtjänstgöring. Den 1 juli 2011 ryckte 3 375 män och 44 kvinnor in för att göra frivillig militärtjänstgöring. Maximalt kan 15 000 män och kvinnor per år antas för att göra frivillig militärtjänst i den tyska försvarsmakten Bundeswehr.

### Ukraina
Ukraina har allmän värnplikt för män. I praktiken inkallas ungefär 20 procent av de värnpliktiga till grundutbildning. Grundutbildningens längd är 12 månader. Den ukrainska försvarsmakten har i fredstid en personalstyrka om cirka 300 000 personer, varav 250 000 värnpliktiga (år 2005). Ukraina planerar att övergå till en yrkesarmé år 2015.

### Ungern
Ungern har sedan 2005 en yrkesarmé.

### Vatikanstaten
Vatikanstaten har en yrkesarmé. Se: Vatikanstatens militär.

### Vitryssland
Vitryssland har allmän värnplikt för män. I praktiken inkallas ungefär 35 procent av de värnpliktiga till grundutbildning. Grundutbildningens längd är 12 månader för den som avlagt akademisk examen, 18 månader för övriga. Den vitryska försvarsmakten har i fredstid en personalstyrka om cirka 80 000 personer, varav 30 000 värnpliktiga (år 2005).

### Österrike
Österrike har allmän värnplikt för män. I praktiken inkallas ungefär 75 procent av de värnpliktiga till grundutbildning. Grundutbildningens längd är 6 eller 8 månader. Repetitionsutbildningens längd är 2 månader för dem som gjort 6 månaders grundutbildning. Den österrikiska försvarsmakten, Bundesheer, har i fredstid en personalstyrka om cirka 40 000 personer, varav 17 000 värnpliktiga (år 2005). Den 19 januari 2013 hölls det en rådgivande folkomröstning om fortsatt värnplikt vs. yrkesarmé. Utslaget blev cirka 60 procent för bibehållen värnplikt, vilket de största partierna lovat respektera.

## Värnplikt i övriga världsdelar

### Australien
Australien har ingen värnplikt utan yrkesmilitär.

### Iran
Iran har allmän värnplikt för män.

### Israel
Israel har värnplikt för både män och kvinnor, kvinnor gör 22 månaders värnplikt, men inga repetitionstjänst, män gör 36 månaders värnplikt och repetitionstjänst tills 55 års ålder. Värnplikten gäller judar och druser, men inte kristna och muslimer. Militärtjänst på frivillig basis är dock möjlig för dessa.

### Singapore
Alla singaporesiska män är värnpliktiga från 18 till 40 års ålder. Första tjänstgöring omfattar två år. Under de närmaste tio åren därefter genomförs repetitionsövningar med 21–40 dagars tjänstgöring varje år. Den allmänna värnplikten för män är konsekvent och kategorisk i Singapore. Efter mönstring placeras den värnpliktige i en tjänst som motsvarar hans fysiska och psykiska förmåga. Överviktiga rekryter genomgår först en 19 veckors allmänmilitär utbildning med viktminskning som mål. Vapenfri tjänst existerar inte och vapenvägran bestraffas med upp till tre års fängelse.
Som svar på en note verbale från FN:s kommission för mänskliga rättigheter om värnpliktsvägran förklarade Singapores regering 1999 att FN:s deklaration om de mänskliga rättigheterna och FN:s konvention om medborgerliga och politiska rättigheter innehåller artiklar som begränsar utövandet av de garanterade rättigheterna med hänsyn till allmän ordning och samhällets välfärd. Man anmärkte särskilt att ett nationellt försvar är en grundläggande rättighet för en suverän stat enligt folkrätten och en oundgänglig nödvändighet för bevara ett lands självständighet. När en individs tro eller handlingar strider mot denna rättighet måste statens rätt att bevara nationens säkerhet få överhanden. Därvid, fortsatte man, är allmän värnplikt en grundläggande förutsättning för att små länder skall kunna upprätthålla sin nationella säkerhet. Där några stater kan ha "lyxen" av yrkesarmé är värnplikten ofta det enda sättet för små stater, som Singapore, att bygga upp ett försvar effektivt nog att avskräcka en angripare.

### Sydafrika
Sydafrika har ingen värnplikt utan yrkesmilitär.

### Thailand
Thailand har en blandad version av obligatorisk och frivillig värnplikt för män. Vid mönstringen, som kan ske när som helst mellan 21 (frivilligt från 18 år) och 30 års ålder, har varje region ett fast antal platser som ska tillsättas. Urvalet sker genom att alla som genomfört och godkänts på proven får plocka en boll ur en dold behållare. Svart boll innebär ingen värnplikt, röd boll innebär värnplikt. Först tas de frivilliga ut och lika många röda bollar plockas ur behållaren, därefter får de som inte frivilligt överlämnat sig till värnplikt ta en boll var. I teorin kan alla tas ut frivilligt. De som blir uttagna gör en värnplikt på 24 månader, de som frivilligt antagits bara sex till åtta månader.

### USA
USA har aldrig haft allmän värnplikt i den meningen att alla vapenföra män verkligen inkallats till tjänstgöring, men 1862–1865 (inbördeskriget), 1917–1919 (första världskriget), och 1940–1973 (andra världskriget och därefter), uttogs en stor del av årsklassernas män för militär utbildning och tjänstgöring.
Under Vietnamkriget blev de stora förlusterna bland värnpliktiga en politisk belastning vilken undergrävde det amerikanska folkets vilja att slutföra kriget. Därför infördes 1973 ett yrkesförsvar med frivillig rekrytering och tidsbegränsad anställning. Försvaret fungerar även som ett medel för låginkomsttagare att få utbildning då dess utbildningar rankas högt. Försvaret kan även efter avtjänad tid betala en plats på college.
Däremot finns ett system där männen måste registrera sig, så att de kan kallas in i yttersta nödfall om USA angrips militärt.